# Euthalia cenespolis
Euthalia cenespolis är en fjärilsart som beskrevs av William Chapman Hewitson 1875. Euthalia cenespolis ingår i släktet Euthalia och familjen praktfjärilar. Inga underarter finns listade i Catalogue of Life.